# Assunção do Içana

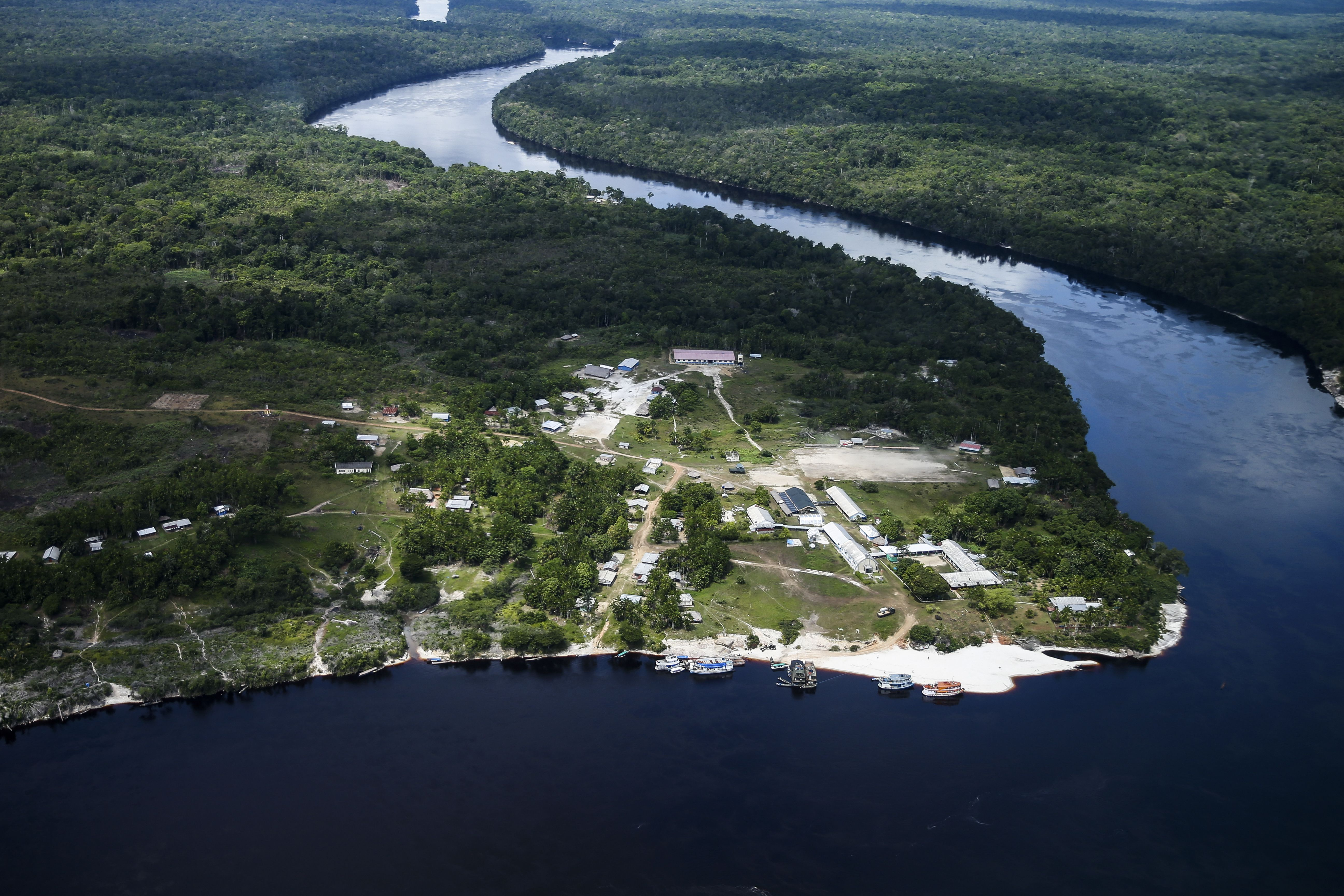
Foto: Marcelo Camargo/Agência Brasil

Assunção do Içana é um distrito de São Gabriel da Cachoeira, às margens do Rio Içana.
A comunidade, formada pelas vilas de Mazzarelo, Dom Bosco, Nossa Senhora da Assunção, Carará Poço, Santa Cruz e Sítio São Tomé, se originou das escolas estabelecidas a partir de 1951 por missionários salesianos liderados pelo padre João Schnaider. Ao longo da década de 1950, crianças Baniwa começaram a frequentar a escola dos salesianos como parte da estratégia do grupo de aproximação com os brancos , que os apoiavam no conflito com seringueiros.
Além dos Baniwa, vivem em Assunção povos das etnias Tucano, Tariana, Curripaco e Desano.